# Contabilidade do carbono

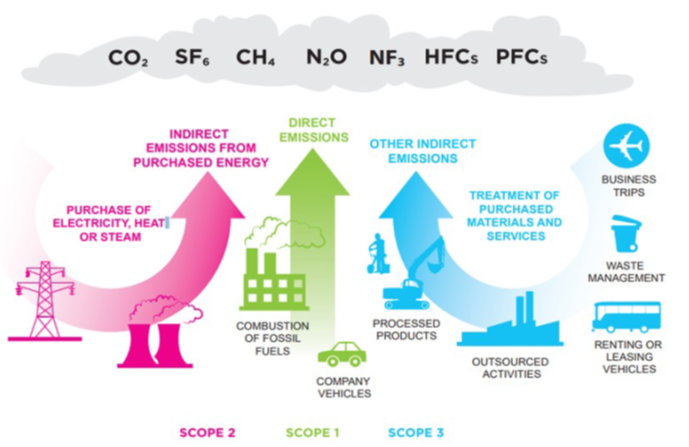
Representação da contabilidade de carbono usando a classificação de emissões do Protocolo de Gases de Efeito Estufa do WRI em três categorias: Escopo 1, 2 e 3. Outras fontes de Escopo 3 a jusante são mostradas no site do WRI

A contabilidade do carbono (ou contabilidade de gases de efeito estufa) é uma abordagem de métodos para medir e rastrear a quantidade de gases de efeito estufa (GEE) que uma organização emite. Também pode ser usada para rastrear projetos ou ações para reduzir as emissões em setores como silvicultura ou energia renovável. Corporações, cidades e outros grupos usam essas técnicas para ajudar a limitar as mudanças climáticas. As organizações geralmente definem uma linha de base de emissões, criam metas para reduzir as emissões e acompanham o progresso em direção a elas. Os métodos contábeis permitem que elas façam isto de maneira mais consistente e transparente.
Os principais motivos para a contabilização de GEE são atender a questões de responsabilidade social ou cumprir requisitos legais. Outras razões são as classificações públicas das empresas, a diligência financeira e a possível economia de custos. Os métodos de contabilidade de GEE ajudam os investidores a entender melhor os riscos climáticos das empresas em que investem. Eles também ajudam nas metas de emissão líquida zero das empresas ou comunidades. Muitos governos em todo o mundo exigem várias formas de relatórios. Há algumas evidências de que os programas que exigem contabilidade de GEE ajudam a reduzir as emissões. Os mercados de compra e venda de créditos de carbono dependem da medição precisa das emissões e das reduções de emissões. Essas técnicas podem ajudar a entender os impactos de produtos e serviços específicos. Elas fazem isso quantificando suas emissões de GEE durante todo o ciclo de vida (pegada de carbono).
Essas técnicas podem ser usadas em diferentes escalas, desde as de empresas e cidades até os inventários de gases de efeito estufa [en] de nações inteiras. Elas exigem medições, cálculos e estimativas. Vários padrões e diretrizes podem ser aplicados, inclusive o Protocolo de Gases de Efeito Estufa e a ISO 14064 [en]. Em geral, eles agrupam as emissões em três categorias. A categoria Escopo 1 inclui as emissões diretas das instalações de uma organização. O Escopo 2 inclui as emissões da energia comprada pela organização. O Escopo 3 inclui outras emissões indiretas, como as dos fornecedores e as decorrentes do uso dos produtos da organização.
Há vários desafios na criação de registros precisos das emissões de gases de efeito estufa. As emissões do Escopo 3, em particular, podem ser difíceis de estimar. Por exemplo, problemas com questões de adicionalidade [en] e dupla contagem podem afetar a credibilidade dos esquemas de compensação de carbono. As auditorias de precisão dos relatórios contábeis de empresas e projetos são importantes. Organizações como a  Climate TRACE agora podem verificar os relatórios em relação às emissões reais por meio do uso de imagens de satélite e técnicas de IA.

## Origens
Os esforços iniciais para criar métodos de contabilidade de gases de efeito estufa (GEE) foram, na maioria, ao nível nacional. Em 1995, o programa climático das Nações Unidas exigiu que os países desenvolvidos informassem anualmente sobre suas emissões de seis tipos de indústria. Dois anos depois, o protocolo de Quioto definiu os gases de efeito estufa que são o foco dos métodos de contabilidade atuais. São eles: dióxido de carbono (CO2), metano (CH4), óxido nitroso, hexafluoreto de enxofre, trifluoreto de nitrogênio, hidrofluorocarbonetos e perfluorocarbonetos. Estas ações aumentaram a conscientização sobre a importância de estimativas precisas das emissões de GEE.
Em 1998, o World Resources Institute (WRI) e o World Business Council for Sustainable Development (WBCSD) começaram a trabalhar no desenvolvimento de um protocolo para apoiar essa meta. Eles publicaram a primeira versão do Protocolo de Gases de Efeito Estufa em setembro de 2001. Ele estabelece uma “metodologia abrangente, global e padronizada para medir e gerenciar emissões de operações, cadeias de valor, produtos, cidades e políticas dos setores público e privado”. O protocolo corporativo divide as emissões de uma organização em três categorias. O Escopo 1 abrange as emissões diretas das instalações de uma organização. O Escopo 2 abrange as emissões de geração da eletricidade comprada pela organização. O Escopo 3 abrange outras emissões indiretas.
Desde então, outras iniciativas ajudaram a promover a participação corporativa e comunitária na contabilidade de GEE. O Carbon Disclosure Project [en] (CDP) começou no Reino Unido em 2002 e agora é um grupo multinacional, com milhares de empresas divulgando suas emissões de GEE. A Science Based Targets iniciative [en] (SBTi) foi formada em 2015 como uma colaboração entre o CDP, o WRI, o Fundo Mundial para a Natureza (WWF) e o Pacto Global das Nações Unidas (UNGC). Seu objetivo é implantar a definição de metas ambientais com base científica como uma prática corporativa padrão.
Desde o Acordo de Paris de 2015, tem havido um foco maior nos padrões de risco financeiro das emissões de GEE. A  Task Force on Climate-related Financial Disclosures (TCFD) foi formada como um desdobramento do Acordo de Paris. Ela estabeleceu uma estrutura de recomendações sobre os tipos de informações que as empresas devem divulgar aos investidores, credores e subscritores de seguros. Mais recentemente, governos como o da UE e o dos EUA desenvolveram regulamentações que abrangem os requisitos de divulgação financeira corporativa e o uso de protocolos contábeis para atendê-los.
A participação na contabilidade e nos relatórios de gases de efeito estufa tem crescido significativamente ao longo do tempo. Em 2020, 81% das empresas do S&P 500 informaram suas emissões de Escopo 1 e Escopo 2. Mundialmente, mais de 22.000 empresas divulgaram dados ao CDP em 2022.

## Incentivos

### Incentivos internos às empresas
Uma variedade de incentivos comerciais impulsiona a contabilidade de carbono corporativa. Entre eles estão a classificação junto a outras empresas, o gerenciamento de riscos relacionados à mudança climática, a diligência prévia de investimentos, o alcance de acionistas e partes interessadas, o envolvimento da equipe e a economia de custos de energia. A contabilização das emissões de gases de efeito estufa é geralmente vista como uma prática padrão para as empresas.

### Exigências governamentais
Os requisitos legais são outro tipo de incentivo. Em geral, eles são criados por meio de leis específicas sobre relatórios ou dentro de programas ambientais mais amplos. Os mercados de comércio de emissões também dependem de protocolos de contabilidade e relatórios. Em 2015, mais de 40 países tinham algum tipo de exigência de relatório em vigor.
A Diretiva de Relatórios de Sustentabilidade Corporativa (CSRD) da UE faz parte do Acordo Verde Europeu. Seu objetivo é tornar os países da UE neutros em carbono até 2050. Essa diretriz exigirá que muitas grandes empresas e empresas com títulos listados em mercados regulamentados da UE divulguem uma ampla gama de informações de ESG, incluindo emissões de GEE. As Diretrizes para Relatórios Ambientais do Reino Unido atualizam e esclarecem os requisitos de leis anteriores que exigiam que as empresas divulgassem informações sobre emissões de GEE. Nos Estados Unidos, o Programa de Relatório de Gases de Efeito Estufa (GHGRP) exige relatórios baseados em instalações (em vez de corporativos) de emissões de GEE de grandes instalações industriais. O programa abrange um total de 41 categorias industriais.
Regulamentações recentes também estão vindo de agências que tradicionalmente têm um foco mais financeiro. A Comissão de Valores Mobiliários (SEC) dos EUA propôs uma regra em 2022 para exigir que todas as empresas públicas, independentemente do tamanho, informem as emissões do Escopo 1 e do Escopo 2. As empresas maiores seriam obrigadas a divulgar as emissões do Escopo 3 somente se elas forem relevantes para a empresa ou se a empresa tiver definido uma meta de emissões que inclua o Escopo 3. A Agência de Serviços Financeiros do Japão [en] (FSA) também emitiu regras em 2022 que exigem a divulgação financeira de informações relacionadas ao clima. Estas regras podem chegar a abranger cerca de 4 000 empresas, incluindo as listadas na Bolsa de Valores de Tóquio.
Os diretrizes para compras governamentais também começaram a incorporar requisitos de relatórios de GEE. Em 2022, os governos dos EUA e do Reino Unido emitiram ordens executivas que exigem esta prática.
Os esquemas de comércio de emissões em vários países também desempenham um papel na promoção da contabilidade de GEE, assim como os programas internacionais de compensação de carbono. O Regime Comunitário de Licenças de Emissão da União Europeia (EU ETS) é um sistema de cap-and-trade em que um limite é colocado no direito de emitir poluentes específicos em uma área, e as empresas podem negociar direitos de emissão dentro dessa área. O EU ETS é o segundo maior sistema de comércio deste tipo no mundo, depois do esquema nacional chinês de comércio de carbono [en], cobrindo mais de 40% das emissões europeias de GEE. Em seus documentos de orientação, o Protocolo de Gases de Efeito Estufa é citado. O programa cap-and-trade da Califórnia opera segundo princípios semelhantes. Programas internacionais de compensação também contêm requisitos para quantificar as reduções de emissões de projetos específicos. O MDL tem um conjunto detalhado de procedimentos de monitoramento, relatório e verificação, assim como o programa de Redução de Emissões por Desmatamento e Degradação Florestal (REDD+). A partir de 2022, procedimentos semelhantes para documentar as reduções de projetos nos termos do Artigo 6 do Acordo de Paris [en] ainda não foram elaborados.

### Programas de organizações não-governamentais
Muitas ONGs desenvolveram programas que promovem a contabilidade e os relatórios de GEE e ajudam a definir suas características. O projeto Carbon Disclosure [en] permite uma série de protocolos para a elaboração de relatórios. A maioria das empresas informa as emissões de GEE ao CDP usando o Protocolo de Gases de Efeito Estufa ou um protocolo baseado nele. A iniciativa Science Based Targets [en] cita a orientação do Protocolo de Gases de Efeito Estufa como parte de seus critérios e recomendações. Da mesma forma, o  TCFD cita o Protocolo de Gases de Efeito Estufa em suas métricas e metas recomendadas.

## Quadros e padrões de análise
Muitos dos padrões atuais de contabilidade de carbono incorporaram princípios das diretrizes de 2006 para inventários de gases de efeito estufa criados pelo Painel Intergovernamental sobre Mudanças Climáticas (IPCC). Os princípios aplicados de forma mais consistente incluem transparência, precisão, consistência e integridade. O princípio de comparabilidade do IPCC, por exemplo, entre organizações, é menos amplamente aplicado, embora as técnicas para apoiar esse objetivo sejam mencionadas em todo o padrão corporativo do Protocolo de Gases de Efeito Estufa.
Em geral, esses padrões abrangem os gases de efeito estufa regulamentados pela primeira vez no Protocolo de Quioto. Eles operam de duas maneiras distintas. A contabilidade atributiva aloca as emissões a organizações ou produtos específicos e as mede e rastreia ao longo do tempo. Os métodos de contabilidade consequencial medem a diferença de uma mudança específica, como um projeto de redução de GEE.

### Padrões corporativos/governamentais locais
As empresas e instalações usam diversos métodos para rastrear e relatar as emissões de GEE. Entre eles estão o Protocolo de Gases de Efeito Estufa (Greenhouse Gas Protocol), a Força-Tarefa de Divulgação Financeira Relacionada ao Clima (Task Force on Climate-Related Financial Disclosure), o Conselho de Padrões de Contabilidade de Sustentabilidade (Sustainability Accounting Standards Board), a Iniciativa Global de Relatórios (Global Reporting Initiative), o Conselho de Padrões de Divulgação Climática (Climate Disclosure Standards Board), o Registro Climático (Climate Registry), bem como várias organizações específicas do setor. O CDP lista um conjunto ainda mais amplo de métodos aceitáveis para relatórios em sua orientação. Os padrões para cidades e comunidades incluem o Global Protocol for Community Scale Greenhouse Gas Inventories (Protocolo Global para Inventários de Gases de Efeito Estufa em Escala Comunitária) e o ICLEI U.S. Community Protocol. Este abrange cidades e comunidades nos EUA.

#### Protocolo de Gases de Efeito Estufa
O Protocolo de GEE é um grupo de padrões que são os mais comuns na contabilidade de GEE. Esses padrões refletem vários princípios contábeis, incluindo relevância, integridade, consistência, transparência e precisão. Os padrões dividem as emissões em três escopos.
O Escopo 1 abrange todas as emissões diretas de GEE no interior de um limite corporativo (pertencente ou controlado por uma empresa). Inclui a queima de combustível, veículos da empresa e emissões fugitivas. O Escopo 2 abrange as emissões indiretas de GEE do consumo de eletricidade, calor, resfriamento ou vapor adquiridos. Em 2010, pelo menos um terço das emissões globais de GEE eram de Escopo 2.
As fontes de emissão do Escopo 3 incluem emissões de fornecedores e usuários de produtos (também conhecidos como a “cadeia de valor”). O transporte de mercadorias e outras emissões indiretas também fazem parte deste escopo. As emissões do Escopo 3 representam geralmente a maior fonte de emissões corporativas de gases de efeito estufa, como, por exemplo, o uso do petróleo vendido pela Aramco. Estima-se que elas representem 75% de todas as emissões informadas ao Carbon Disclosure Project, embora esta porcentagem varie muito entre os setores empresariais. Em 2022, cerca de 30% das empresas dos EUA relataram emissões de Escopo 3. No entanto, o Conselho Internacional de Padrões de Sustentabilidade [en] está desenvolvendo uma recomendação para que as emissões do Escopo 3 sejam incluídas como parte de todos os relatórios de GEE. Existem 15 categorias de Escopo 3. Alguns exemplos são bens ou serviços adquiridos por uma organização, deslocamento de funcionários e o uso de produtos vendidos. Nem todas as categorias são relevantes para todas as organizações.
Atualmente, o WRI está desenvolvendo um Padrão de Setor de Terras e Remoções para suas diretrizes de relatórios corporativos. Isso incluirá emissões e remoções provenientes de gestão e mudança de uso da terra [en], produtos biogênicos [en] e tecnologias de  remoção de dióxido de carbono. Além disso, o GHG Protocol está atualmente (a partir de 2024) atualizando seus padrões e diretrizes corporativos, incluindo o Padrão Corporativo, a Orientação do Escopo 2 e o Padrão do Escopo 3.

#### ISO 14064
A Organização Internacional de Padronização (ISO) publicou as normas ISO 14064 [en] para contabilidade e verificação de gases de efeito estufa em 2006. A ISO, o WRI e o WBCSD trabalharam juntos para garantir a consistência entre os padrões da ISO e do Protocolo de Gases de Efeito Estufa. A ISO 14064 é baseada neste protocolo. A Parte 1 (ISO 14064-1:2006) especifica os princípios e requisitos para estimar e relatar as emissões e remoções de GEE. A Parte 3 (ISO 14064-3:2006) fornece orientação para conduzir e gerenciar a verificação dos relatórios de GEE.

#### PAS 2060
A PAS 2060 [en] é uma norma que descreve como as organizações podem demonstrar a neutralidade de carbono. Ela foi desenvolvida pelo British Standards Institution [en] e publicada em 2010. Conforme a PAS 2060, as estimativas de GEE devem incluir 100% das emissões de Escopo 1 e 2, além de todas as emissões de Escopo 3 que contribuam com mais de 1% da pegada total. As organizações também devem desenvolver um Plano de Gerenciamento de Carbono que contenha um compromisso público com a neutralidade de carbono e uma estratégia de redução. Esta estratégia deve incluir uma escala de tempo para alcançar a neutralidade, metas específicas para reduções, como essas reduções serão alcançadas e como as emissões residuais serão compensadas.

#### Programa de Relatórios de Gases de Efeito Estufa da EPA
O Programa de Relatórios de Gases de Efeito Estufa (GHGRP) da Agência de Proteção Ambiental dos Estados Unidos (EPA) exige relatórios baseados em instalações e fornecedores para muitas categorias de fontes de emissões. O programa inclui diretrizes sobre como as emissões devem ser estimadas e relatadas. As instalações devem relatar (1) emissões de combustão resultantes da queima de combustíveis fósseis ou biomassa (como madeira ou gás de aterro sanitário); e (2) outras emissões de processos industriais, como reações químicas da produção de ferro e aço, cimento ou petroquímicos. As categorias de fornecedores que devem informar incluem carvão e gás natural, produtos petrolíferos, bem como fornecedores de CO2 e outros GEEs industriais. As metodologias de monitoramento são mais específicas do que o Protocolo de GEE ou a ISO 14064 e exigem o uso de sistemas de monitoramento contínuo, cálculos de balanço de massa ou fatores de emissão padrões. A EPA usa os dados em nível de instalação e de fornecedor na elaboração do Inventário anual de Emissões e Sumidouros de Gases de Efeito Estufa dos EUA, que é enviado às Nações Unidas.

#### Task Force on Climate-related Financial Disclosures
Criada em 2015, a  Task Force on Climate-related Financial Disclosures (TCFD) fornece informações aos investidores sobre o que as empresas estão fazendo para mitigar os riscos das mudanças climáticas. O padrão de divulgação do TCFD para empresas abrange quatro áreas temáticas. São elas: governança, estratégia, gerenciamento de riscos e métricas e metas. Há também vários princípios que o TCFD enfatiza em sua orientação. As divulgações devem ser representativas das informações relevantes, específicas e completas, além de claras, equilibradas e compreensíveis. Além disso, as estimativas também precisam ser consistentes ao longo do tempo, comparáveis entre empresas de um setor ou portfólio, confiáveis, verificáveis e objetivas e oportunas. A parte de métricas e metas do padrão exige métodos de medição e divulgação baseados no Protocolo de GEE. O padrão do TCFD especifica que as empresas devem divulgar todas as emissões de Escopo 1 e 2, independentemente de seus impactos materiais sobre a empresa. A divulgação das emissões do Escopo 3 depende do fato de elas serem “materiais”, mas o TCFD recomenda que sejam incluídas.

#### Protocolos para cidades/comunidades
O Protocolo Global para Inventários de Gases de Efeito Estufa em Escala Comunitária (GPC) é o resultado de um esforço de colaboração entre o Protocolo de GEE do World Resources Institute (WRI), o Grupo C40 de Grandes Cidades para a Liderança Climática (C40) e o Governos Locais para a Sustentabilidade (ICLEI). Ele exige que uma comunidade identifique primeiro o limite do inventário, como o limite administrativo de uma cidade ou distrito. O protocolo se concentra em seis setores de atividade principais. São eles: energia estacionária, transporte, resíduos, processos industriais e uso de produtos, além de agricultura, silvicultura e outros usos da terra. As emissões que ocorrem fora do limite geográfico e que resultam das atividades de uma dada jurisdição também estão incluídas. Para distinguir entre as emissões que ocorrem dentro e fora dos limites de uma cidade, o protocolo usa as definições de Escopo 1, 2 e 3 do Protocolo de GEE. As comunidades informam as emissões por gás, escopo, setor e subsetor usando duas opções. Uma delas é uma estrutura que reflete uma avaliação mais tradicional dos Escopos 1, 2 e 3. Outra é mais focada nas atividades que ocorrem dentro da comunidade e exclui categorias como resíduos gerados fora dela.
O Protocolo Comunitário dos EUA (desenvolvido pelo ICLEI-Local Governments for Sustainability USA) tem o objetivo de apoiar várias metas que as cidades e comunidades podem ter para reduzir as emissões de GEE. Entre elas estão: planejamento de ações climáticas, destaque para a prestação de contas e liderança em mudanças climáticas, acompanhamento do desempenho das emissões de GEE ao longo do tempo e incentivo a ações comunitárias. O protocolo se concentra em fontes de emissão e atividades específicas para caracterizar as emissões, em vez de usar uma estrutura de Escopo 1, 2 e 3, embora a cobertura geral seja semelhante. A orientação sugere que as comunidades considerem as histórias que desejam transmitir sobre as emissões da comunidade e quais métodos de relatório ajudarão a contar estas histórias. Cinco atividades básicas de geração de emissões são enfatizadas. São elas: uso de eletricidade pela comunidade, uso de combustível em equipamentos de combustão estacionários residenciais e comerciais, viagens de veículos motorizados de passageiros e de carga na estrada, uso de energia no tratamento e distribuição de água potável e de águas residuais e geração de resíduos sólidos pela comunidade. A orientação para a elaboração de relatórios abrange diversas abordagens, e as organizações podem incluir uma ou mais delas. Isso inclui atividades e fontes de GEE sobre as quais um governo local tem influência significativa, atividades de GEE de interesse da comunidade, inventários de consumo doméstico e um inventário que incorpore as emissões (e remoções) de GEE do uso da terra. Uma avaliação independente dos inventários que foram desenvolvidos usando esse protocolo questionou se eles capturam toda a gama de fontes do Escopo 1 em suas jurisdições.
Os métodos baseados no consumo, como o PAS 2070, oferecem outra perspectiva sobre as emissões de gases de efeito estufa das comunidades. Eles explicitam a diferença entre as emissões de GEE de fontes dentro dos limites de uma comunidade e as emissões de GEE de bens e serviços consumidos pelos residentes, mas produzidos fora da comunidade. Essas estimativas baseadas no consumo muitas vezes podem ser muito maiores do que aquelas provenientes de fontes exclusivamente locais.

### Padrões de contabilidade de produtos
Os métodos de contabilidade para produtos fazem parte de um conjunto mais amplo de abordagens de avaliação do ciclo de vida que inclui as pegadas de carbono dos produtos. Eles se concentram na questão exclusiva da mudança climática. Podem ser usados tanto para um produto quanto para um serviço. Os padrões relacionados incluem ISO 14067, PAS 2050 e o padrão de produto do Protocolo de GEE.
O Protocolo de GEE para Produtos baseia-se na estrutura de requisitos das normas ISO 14040 e PAS 2050. É semelhante ao Escopo 3 do Protocolo de GEE, mas concentrado nos impactos do ciclo de vida/cadeia de valor de um produto específico. Aplicam-se os mesmos cinco princípios contábeis do Padrão Corporativo. As etapas incluem o estabelecimento de metas comerciais, a definição de limites de análise, o cálculo de resultados, a análise de incertezas e a elaboração de relatórios. É necessário que os limites dos produtos finais incluam o ciclo de vida completo do início ao fim.
A norma ISO 14067 baseia-se principalmente em outras normas ISO existentes para avaliação de ciclo de vida. As etapas incluem definição de objetivo e escopo, análise de inventário, avaliação de impacto, interpretação e relatório. Para a ISO 14067, os estágios do ciclo de vida que precisam ser estudados na avaliação são definidos por uma variedade de limites do sistema. Cradle-to-grave (do berço ao túmulo) inclui as emissões e remoções geradas durante todo o ciclo de vida do produto. Cradle-to-gate (do berço ao portão) abrange as emissões e remoções até o momento em que o produto deixa a organização. Gate-to-gate designa as emissões e remoções que surgem na cadeia de suprimentos.
A análise da pegada do produto pode fornecer informações sobre as contribuições de GEE em toda sua cadeia de valor. Em média, 45% das emissões totais da cadeia de valor surgem no início da cadeia de suprimentos, 23% durante as operações diretas da empresa e 32% no final da cadeia.

### Padrões de contabilidade de projetos
Os padrões e protocolos de contabilidade de projetos são normalmente usados para garantir a “integridade ambiental” dos projetos criados para reduzir as emissões de GEE e gerar compensações de carbono. Eles apoiam tanto os programas do tipo compliance quanto os mercados voluntários. As regras de contabilidade abrangem áreas como monitoramento, relatório e verificação, e são projetadas para garantir que as estimativas de redução de emissões de um projeto sejam confiáveis. O Protocolo de Gases de Efeito Estufa e a ISO têm protocolos específicos para realizar isto. As organizações de certificação também têm requisitos de programa que podem abranger a elegibilidade do projeto, a certificação e outros aspectos. A Verified Carbon Standard [en], a Gold Standard [en], a Climate Action Reserve e a American Carbon Registry estão entre as principais organizações de certificação que realizam este trabalho. Os desenvolvedores de projetos, corretores, auditores e compradores são os outros principais tipos de participantes.
Vários princípios ajudam a garantir a integridade ambiental dos projetos de compensação de carbono que se baseiam neste conjunto de padrões. Um princípio fundamental é a adicionalidade [en]. Isso depende do fato de que o projeto ocorreria de qualquer forma sem os fundos obtidos com a venda de créditos de compensação de carbono. Por exemplo, um projeto não seria considerado adicional se já for financeiramente viável devido à economia de energia ou de outros custos. Da mesma forma, se ele fosse feito normalmente para atender a uma lei ou regulamentação ambiental, não seria adicional. Vários tipos de análises podem ajudar a avaliar esse aspecto de um projeto, embora os resultados sejam geralmente subjetivos.
Os projetos também são avaliados com base na permanência das reduções em vários horizontes de tempo. Isso é importante em áreas como a de projetos florestais. Eles também devem ser projetados para evitar a contagem dupla [en], em que as reduções são reivindicadas por mais de uma organização. Evitar a superestimação das reduções de emissões é outra consideração. Alguns protocolos e padrões procuram garantir que os projetos produzam benefícios sociais e ambientais combinados, além das reduções de emissões do próprio projeto.

#### ISO 14064 Parte 2
Esta norma fornece orientação para quantificação, monitoramento e relatório de atividades de redução de GEE ou aprimoramentos de remoção. Ela inclui requisitos para o planejamento de um projeto de GEE, bem como para a identificação e seleção de fontes e sumidouros. Também abrange vários aspectos do desempenho de projetos de GEE.

#### Padrões do Protocolo de GEE para projetos e políticas
Os princípios contábeis do Protocolo de GEE para Contabilidade de Projetos incluem relevância, integridade, consistência, transparência, precisão e conservadorismo. Assim como a norma ISO, o foco do protocolo está nos princípios básicos de contabilidade e na quantificação do impacto, e não nos aspectos programáticos e transacionais dos créditos de carbono. O protocolo fornece orientação geral sobre a aplicação dos princípios de adicionalidade e incerteza, mas não os exige especificamente. O WRI e o WBCSD também desenvolveram documentos de orientação adicionais para projetos nos setores de uso da terra, silvicultura e rede elétrica. A Norma de Política e Ação do Protocolo GHG tem princípios contábeis semelhantes, mas eles são aplicados a programas e políticas gerais projetados para reduzir os GEEs.

#### Verified Carbon Standard(VERRA)
A VERRA foi desenvolvida em 2005 e é um padrão voluntário de carbono amplamente utilizado. Ele usa princípios contábeis baseados na ISO 14064 Parte 2, que são os mesmos que os princípios do protocolo de GEE descritos acima. Os projetos permitidos pelo VERRA incluem energia, transporte, resíduos e silvicultura. Há também metodologias específicas para projetos de REDD+. A VERRA tem critérios adicionais para evitar a dupla contagem, bem como requisitos de adicionalidade. Os impactos negativos sobre o desenvolvimento sustentável na comunidade local são proibidos. O monitoramento do projeto é baseado nos padrões do MDL.

#### Gold Standard
O Gold Standard foi desenvolvido em 2003 pelo World Wide Fund for Nature (WWF) em consulta com um conselho consultivo de padrões independente. Os projetos estão abertos a qualquer organização não governamental baseada na comunidade. As categorias de projetos permitidas incluem fornecimento de energia renovável, eficiência energética, florestamento/reflorestamento e agricultura (esta última pode ser difícil - por exemplo, as medições de carbono do solo [en] são sensíveis à profundidade). O foco do programa inclui a promoção dos Objetivos de Desenvolvimento Sustentável. Os projetos devem atender a pelo menos três dessas metas, além de reduzir as emissões de GEE. Os projetos também devem fazer uma contribuição líquida positiva para o bem-estar econômico, ambiental e social da população local. Os requisitos de monitoramento do programa ajudam a determinar isto. O padrão certifica a adicionalidade com base em uma avaliação da viabilidade financeira ou das barreiras institucionais que um projeto enfrenta. Em alguns casos, a adicionalidade é presumida com base no tipo de projeto. Há também controles para dupla contagem.

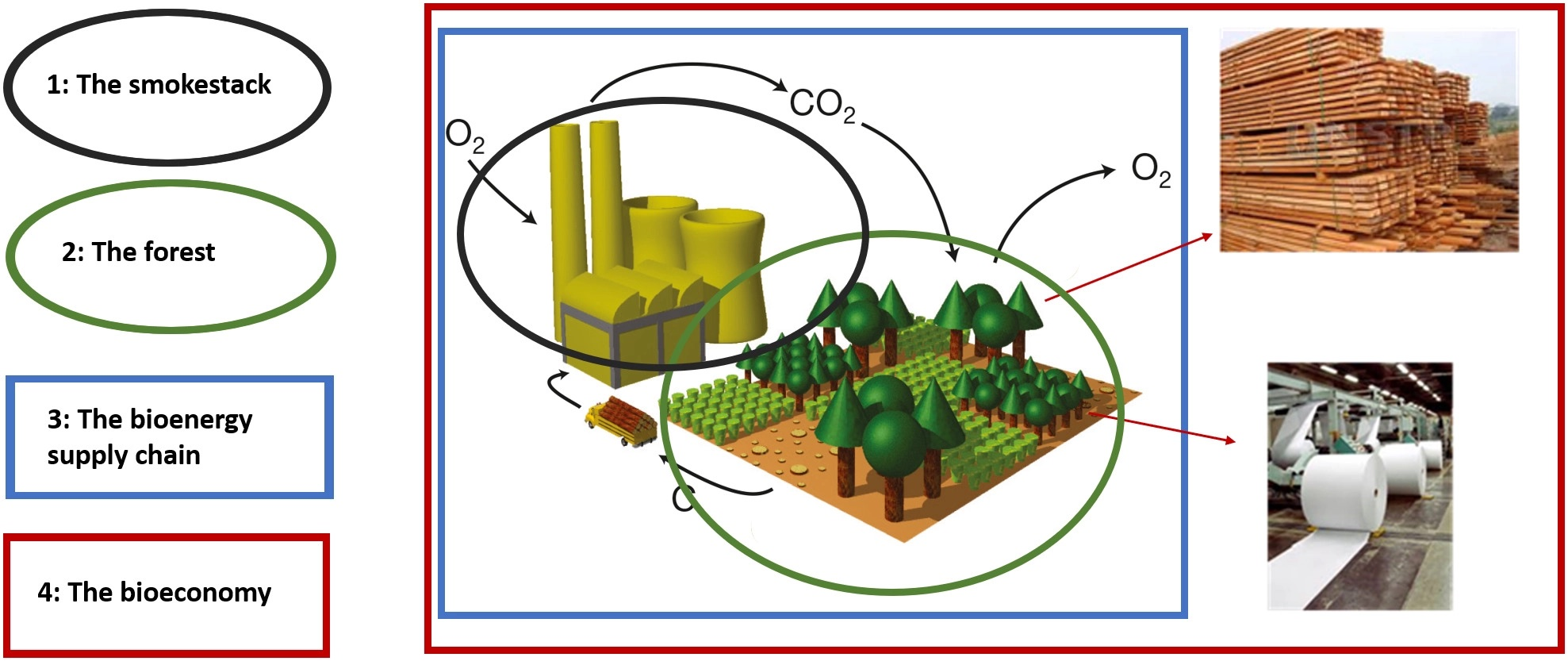
Exemplo de contabilidade de carbono: Limites do sistema de bioenergia para a contabilidade de carbono

## Outras aplicações
Além dos usos descritos acima, a contabilidade de GEE é usada em outros contextos, tanto normativos quanto voluntários.

### Créditos de energia renovável
Os Certificados de Energia Renovável (REC) ou Garantias de Origem (GO) documentam e comprovam que um megawatt-hora de eletricidade foi gerado e fornecido à rede elétrica por meio do uso de recursos de energia renovável. Os RECs estão sendo utilizados em todo o mundo e estão se tornando mais comuns. O Reino Unido tem usado certificados de obrigação renovável desde 2002 para garantir a conformidade com a obrigação de renováveis do Reino Unido. Na União Europeia, as Garantias de Origem são usadas para descrever essa prática. A Austrália tem usado RECs desde 2001. Mais recentemente, a Índia estabeleceu um mercado de RECs.
No contexto da contabilidade de GEE, os RECs são frequentemente usados para ajustar as emissões estimadas do Escopo 2. Em um caso típico, uma empresa calcularia suas emissões do Escopo 2 usando seu consumo de eletricidade e um fator de emissões da rede elétrica. As empresas que compram RECs podem usá-los para reduzir os fatores médios de emissões incluídos em seus inventários. Isto permite que elas relatem emissões mais baixas, mesmo que seu consumo real de eletricidade permaneça o mesmo, já que o uso de um REC não significa necessariamente que energia renovável adicional tenha sido trazida para a rede. Essa falta de “adicionalidade” gerou críticas em relação ao uso de RECs na contabilidade de emissões do Escopo 2.

### Inventários de emissões nacionais
Os dados da contabilidade ao nível de instalações podem melhorar a qualidade geral e a precisão dos inventários nacionais, fornecendo verificações de controle de qualidade nas estimativas de inventário e por meio de fatores de emissões aprimorados. Isto depende, em parte, da porcentagem das emissões do setor que os dados disponíveis abrangem. Em alguns casos, os dados agregados ao nível de instalação também podem ser usados para atualizar ou modificar os resultados do inventário de setores específicos.

### MetasNet Zeroe divulgação de GEE
O conceito de net zero surgiu do Acordo de Paris e se tornou uma característica das leis nacionais e de várias metas corporativas. O Race to Zero foi desenvolvido em 2019 para incentivar empresas privadas e governos subnacionais a se comprometerem com emissões líquidas zero até 2050, no máximo. A SBTI criou um programa net zero em 2021 para ajudar as organizações a fazer esta transição. Esse padrão inclui restrições ao uso de  remoções de carbono para atingir metas de zero líquido. A contabilidade precisa e abrangente de GEE é considerada um elemento-chave dos planos de transição para o net zero, incluindo o uso de protocolos como o Padrão Corporativo de GEE.
O CDP (antigo Carbon Disclosure Project) é uma ONG internacional que ajuda empresas e cidades a divulgarem seu impacto ambiental. Seu objetivo é tornar a contabilidade e os relatórios corporativos uma norma de negócios e impulsionar a divulgação, a percepção e a ação em relação aos GEE. Em 2021, mais de 14.000 organizações divulgaram suas informações ambientais por meio do CDP. O questionário do CDP de 2022 sobre planos de transição inclui requisitos específicos para a descrição das emissões dos Escopos 1, 2 e 3.

## Eficácia
Com o aumento dos relatórios de GEE, agora há mais informações disponíveis para fornecer classificações de emissões de GEE de empresas e cidades. A mídia de notícias tem usado essas classificações para chamar a atenção para estas empresas. Em alguns casos, como a cobertura da mídia sobre o relatório “Carbon Majors” de 2017 do CDP, esse uso específico da divulgação mostrou-se deturpado.
Pode ser difícil entender os impactos gerais dos relatórios de GEE na redução das emissões de uma organização. Vários estudos analisaram as mudanças nas emissões de GEE que ocorrem após o início da elaboração dos relatórios de GEE. Há evidências de programas relacionados de que a autodeclaração reduz as emissões. O Inventário de Liberação de Tóxicos da EPA é um exemplo disso. Foi demonstrado que ele teve um efeito significativo na redução das emissões de produtos químicos, uma vez que as instalações são obrigadas a divulgar essas informações.
Estudos recentes que enfocam as mudanças nas emissões de GEE resultantes desses relatórios mostraram resultados mistos. O próprio relatório voluntário de carbono tem se mostrado ineficaz na redução das emissões de GEE. No entanto, ao analisar o impacto adicional de programas que exigem relatórios de emissões de GEE, os estudos mostraram um efeito maior. Um estudo recente sobre as exigências de relatórios do Reino Unido mostrou que elas resultam, de fato, na redução das emissões corporativas de GEE. Análises do Programa de Relatórios de Gases de Efeito Estufa da EPA constataram que, quando as empresas são obrigadas a divulgar suas emissões no nível das instalações, isso também pode levar a uma redução na intensidade de GEE de suas operações, embora a evidência de reduções nas emissões absolutas seja menos clara. Uma sugestão para os efeitos de exigências específicas de relatórios de GEE é que elas inibem a capacidade das empresas de retratar suas emissões de forma lisonjeira e, portanto, são forçadas a realmente fazer mudanças que reduzam as emissões de GEE.
Há alguns fatores de incerteza envolvidos nessa pesquisa. Entre eles está o fato de os estudos terem sido realizados em locais onde há comércio de emissões, como o EU ETS. Outra variável é o fato de as exigências se concentrarem ou não em empresas maiores que emitem mais GEEs. Além disso, as empresas que são obrigadas a relatar as emissões de suas instalações parecem se concentrar no controle das emissões de suas instalações afetadas, mas depois transferem as emissões para instalações que não são obrigadas a relatar e que também controlam.

## Limitações
A contabilidade de GEE enfrenta vários desafios e avaliações críticas. Uma categoria envolve a melhor forma de determinar os limites organizacionais e identificar as entradas e saídas mais relevantes para as emissões. Também surgem problemas com a caracterização da incerteza nas estimativas de emissões e com a identificação de quais informações afetam materialmente as operações de uma empresa e, portanto, precisam ser relatadas. O uso de padrões alternativos pode afetar a comparabilidade entre as organizações, assim como a falta de verificação por terceiros.
O relatório preciso das emissões do Escopo 3 é um desafio especialmente difícil. Estas emissões podem ser várias vezes maiores do que as emissões dos Escopos 1 e 2. Em alguns casos, elas são relatadas de forma inconsistente, dependendo de para quem são relatadas. A falta de dados de alta qualidade também pode afetar a precisão das estimativas do Escopo 3 para determinadas categorias de fontes ascendentes e descendentes que influenciam as estimativas do Escopo 3. As empresas podem deixar de incluir as principais categorias do Escopo 3 ao informar a organizações como o CDP. Em 2020, apenas 18% dos constituintes do índice de segurança global da MSCI informaram as emissões do Escopo 3. Há também evidências de que muitos dos emissores de alta taxa subnotificam ou nem sequer informam. Mesmo os dados do Escopo 3 das empresas que são analisados e resumidos por empresas de auditoria terceirizadas tendem a ser altamente inconsistentes. Há também preocupações quanto à dupla contagem das emissões do Escopo 3, já que as empresas trabalham com seus parceiros da cadeia de valor. Apesar da incerteza dos números, as estimativas do Escopo 3 são vistas por muitas empresas como importantes para a tomada de decisões. Elas também são consideradas uma ferramenta importante para que os investidores compreendam melhor os riscos relacionados ao clima em seu portfólio.
Muitas empresas também podem estimar de forma imprecisa os benefícios climáticos de seus produtos. Isto pode ocorrer por não levarem em conta o ciclo de vida completo de um produto, usando comparações inadequadas, confundindo o tamanho do mercado com o uso do produto e escolhendo os resultados para distorcer um portfólio em favor dos produtos que causam menos impactos.
A contagem dupla de emissões ou benefícios de GEE pode desacreditar o valor da informação. Os problemas criados por métodos de coleta de dados distorcidos podem afetar as empresas, os projetos de redução de GEE, os investidores, os envolvidos em créditos/compensações de carbono e os órgãos reguladores. Também podem distorcer a percepção do progresso na redução das emissões. Na contabilidade corporativa, a dupla contagem pode atingir cerca de 30 a 40% das emissões em carteiras institucionais. Entretanto, alguns métodos de contabilidade ainda podem fornecer às organizações informações sobre como reduzir as emissões reais.
Em esquemas de comércio e esquemas regulatórios/inventários, a dupla contagem apresenta outros problemas. No caso dos Certificados de Energia Renovável, a dupla contagem pode exagerar falsamente as alegações sobre o uso de recursos renováveis. A dupla contagem das reduções de emissões também pode desestimular o uso de esquemas internacionais de comércio de carbono, como o CDM. Os participantes do comércio podem relutar em comprar créditos se esses créditos já estiverem sendo usados por outras entidades. A dupla contagem das reduções de emissões pode aumentar os custos globais da redução das emissões de GEE. Isso também pode tornar as promessas de mitigação menos comparáveis. Isto, por sua vez, pode afetar a credibilidade dos esforços internacionais de controle climático e dificultar a obtenção de acordos sobre como afetar os fatores de mudança climática. É difícil estimar a extensão da dupla contagem. As estimativas dependem, em parte, das ações tomadas em vários níveis para evitar a dupla contagem.
Além da dupla contagem, as compensações de carbono enfrentam uma série de outros desafios que afetam a qualidade da compensação. Entre eles estão a adicionalidade, a superestimação e a permanência das compensações. As notícias de 2021 e 2022 criticaram as compensações de carbono baseadas na natureza, o programa REDD+ e as organizações de certificação. O programa REDD+, em particular, foi criticado por ter um histórico ruim de contabilização de seus resultados. Entretanto, aspectos positivos desses programas também foram destacados.

## Tendências atuais

### Alinhamento de normas e interoperabilidade
Conforme mencionado na seção “Quadros e padrões de análise”, as organizações podem usar diversos métodos e abordagens de contabilidade para estimar e relatar as emissões de GEE. Alguns padrões, como o Protocolo de GEE, existem há mais de duas décadas. No entanto, continuam os esforços para alinhar melhor estes padrões e criar mais interoperabilidade entre eles. Por exemplo, o International Sustainability Standards Board (ISSB) também foi criado para desenvolver uma referência global de padrões de sustentabilidade que, espera-se, ajudará a harmonizar os requisitos de divulgação de sustentabilidade. Em 2022, o ISSB criou um grupo de trabalho para aumentar a compatibilidade entre vários requisitos de divulgação corporativa, incluindo a Diretiva de Relatórios de Sustentabilidade Corporativa da UE e a regra de divulgação de 2022 da SEC.
Embora todas elas se baseiem nos elementos mais amplos da estrutura do TCFD e do protocolo GHG, elas diferem em vários aspectos. Por exemplo, quando a proposta da SEC usa o termo “material”, ela está descrevendo apenas a extensão em que a divulgação das emissões poderia impactar diretamente uma empresa do ponto de vista financeiro. A proposta da CSRD utiliza um critério de “dupla materialidade”, que leva em consideração os impactos sobre a empresa e o grande público. Ainda não se sabe como esses tipos de questões serão conciliados.
Outra tendência é o aumento da convergência entre padrões voluntários e requisitos regulatórios. Isso começou com a incorporação de padrões de compensações voluntárias no Sistema de Comércio de Emissões da Califórnia. Mais recentemente, o Esquema de Redução e Compensação de Carbono para a Aviação Internacional [en] (CORSIA) incorporou a orientação dos padrões voluntários do mercado de carbono. Ele aprovou sete desses padrões como elegíveis para uso pelas companhias aéreas em seu programa.

### Apoio às metas denet zero
Há também um foco maior no alinhamento dos padrões de contabilidade de GEE com metas e reivindicações de zero líquido. A SBTi lançou um padrão corporativo net zero em 2021. As empresas que se comprometem com esse padrão precisam ter metas de curto prazo e metas para 2050. A ISO também tem uma nova norma em desenvolvimento, a ISO 14068, que apoia as metas de zero emissões líquidas. Espera-se que ela se baseie no padrão original de neutralidade líquida, PAS 2060.

### Manejo das emissões do Escopo 3
Para uma empresa média, as estimativas de emissões do Escopo 3 são significativamente mais altas do que o nível de emissões diretas. ONGs como a SBTI estão trabalhando para resolver este problema. Se as emissões de Escopo 3 de uma empresa forem superiores a 40% de seu total, essa empresa precisará de uma meta de Escopo 3 para atender aos padrões da SBTi. No entanto, apenas cerca de um terço dos fornecedores que informam ao CDP como parte de seu programa de cadeia de suprimentos global descrevem metas climáticas específicas.
Em alguns casos, as empresas estão trabalhando com seus fornecedores para estabelecer metas de medição e redução de emissões. Outros esforços incluem o desenvolvimento de códigos de conduta de fornecedores para setores comerciais específicos. As empresas também podem visar projetos de compensação específicos em suas próprias cadeias de suprimentos de Escopo 3. Os órgãos governamentais desenvolveram orientações sobre como interagir com os fornecedores, incluindo questionários básicos sobre as emissões de Escopo 1, 2 e 3.

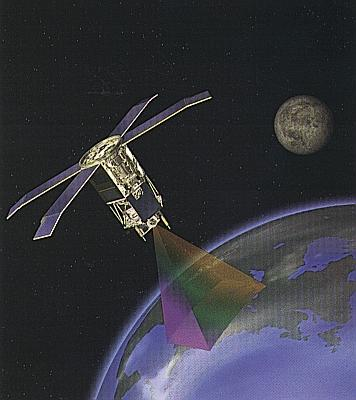
Satélite SeaStar. Satélites semelhantes, como o en, ajudam a detectar vazamentos de metano. Os dados de fontes como o en são gratuitos e podem ajudar a validar os resultados da contabilidade de carbono das organizações

### Mercados voluntários de carbono
Espera-se que o mercado voluntário cresça enormemente nas próximas décadas. Até o momento, as emissões de Escopo 1-3 das 54 empresas da Global Fortune 500 que se comprometeram a atingir zero emissões líquidas até 2050, ou antes, são de cerca de 2,5 gigatoneladas de CO2 equivalente. Em comparação, o volume de créditos negociados no mercado voluntário de carbono era de cerca de 300 megatoneladas em 2021. A demanda global por créditos de carbono pode aumentar em até 15 vezes até 2030 e 100 vezes até 2050. Espera-se que projetos de remoção de carbono, como silvicultura e captura e armazenamento de carbono, tenham uma participação maior nesse mercado no futuro, em comparação com projetos de energia renovável.

### Abordagens de validação alternativas
Estão sendo desenvolvidas técnicas para usar outros conjuntos de dados de emissões para validar os métodos de contabilidade de GEE. O Projeto Vulcan [en] coleta dados de um vasto número de fontes de dados disponíveis publicamente para os Estados Unidos, como relatórios de poluição, estatísticas de energia, monitoramento de chaminés de combustão de usinas de energia [en] e contagens de tráfego. Usando estes dados, descobriu-se que as cidades dos EUA frequentemente subestimam suas emissões. Os métodos que vinculam os dados de emissões às medições atmosféricas podem ajudar a melhorar os inventários das cidades.
A  Climate Trace é uma organização independente que aprimora o monitoramento, a comunicação e a verificação publicando fontes pontuais de dióxido de carbono e metano praticamente em tempo real. Ela encontrou uma subnotificação das emissões do setor de petróleo e gás.